# ひたちなか市立佐野小学校
ひたちなか市立佐野小学校（ひたちなかしりつ さのしょうがっこう）は、茨城県ひたちなか市稲田にある公立小学校。文部科学省の学校コードはB108222100140、旧学校調査番号は080338。

## 概要
ひたちなか市北西部に位置する。明治時代初期の学制公布によって開校した小学校が源流となっており、2023年（令和5年）で創立150周年を迎えた。
2023年（令和5年）5月1日現在で718名の児童が在籍しているが、これはひたちなか市立小学校及び義務教育学校前期課程の中では、ひたちなか市立外野小学校に次いで4番目に大きい数字である。

## 沿革

### 概歴

#### 明治初期から昭和初期
元々、高野村・高場村・稲田村を学区として1877年（明治10年）に開校した高田小学校、佐和村を学区として1873年（明治6年）に開校した佐和小学校、田彦村を学区として1874年（明治7年）に開校した田彦小学校が存在したが、1889年（明治22年）の町村制実施に伴い、高野村・高場村・稲田村・佐和村・田彦村が合併して佐野村が成立したことによる学区再編が行われ、これらの小学校を統合して佐野尋常小学校に改称する。1909年（明治42年）には、高等科の設置に伴って佐野村立佐野尋常高等小学校に改称し、同年4月28日に改めて開校式が催されている。1941年（昭和16年）の国民学校令公布により、佐野村立佐野国民学校に改称した。

#### 昭和中期から現在
1947年（昭和22年）の学校教育法施行により、佐野村立佐野小学校と改称する。その後の町村合併などによる所属自治体名の変更によって、1954年（昭和29年）には勝田町立佐野小学校、同年に勝田市立佐野小学校、1994年（平成6年）にはひたちなか市立佐野小学校に改称している。
なお、1972年（昭和47年）には勝田市立高野小学校、1975年（昭和50年）には勝田市立田彦小学校が分離開校している。

#### 分教場
統合される以前の高野小学校は足崎に分教場を設置していた。1889年（明治22年）の町村制実施に伴う学校再編で、前渡尋常小学校に統合されている。

### 年表
- 1873年（明治6年） - 高場村に小松小学校、佐和村に佐和小学校が開校する[5]。
- 1874年（明治7年） - 田彦村に田彦小学校が開校する[5]。
- 1877年（明治10年） - 高場村の小松小学校が廃止されて高田小学校が開校する[5]。
- 1885年（明治18年） - 佐和小学校が初等佐和小学校と改称する[5]。
- 1889年（明治22年） - 町村制の実施に伴う学区再編のため、佐和小学校、高野小学校、田彦小学校を統合して佐野尋常小学校に改称する[4][5]。
- 1892年（明治25年） - 稲田大木戸76番地（現在地）の畑を借り受け、校舎が新築移転[4][5]。
- 1909年（明治42年） - 佐野村立佐野尋常高等小学校と改称[5]。
- 1941年（昭和16年） - 国民学校令公布により佐野村立佐野国民学校となる[5]。
- 1947年（昭和22年） - 学校教育法施行により佐野村立佐野小学校となる[5]。
- 1954年（昭和29年） - 勝田市立佐野小学校に改称する[5]。
- 1959年（昭和34年） - 1号棟がRC造3階建ての校舎となる[5]。
- 1967年（昭和42年） - 2号棟がRC造2階建ての校舎となる[5]。
- 1972年（昭和47年） - 勝田市立高野小学校が分離開校する[5]。
- 1974年（昭和49年） - 3号棟としてRC造3階建ての校舎が増築される[5]。
- 1975年（昭和50年） - 勝田市立田彦小学校が分離開校する[5]。体育館が完成する[5]。
- 1987年（昭和62年） - 運動場が拡張する[5]。
- 1994年（平成6年） - 勝田市と那珂湊市が合併したことに伴い、ひたちなか市立佐野小学校に改称する[5]。
- 1995年（平成7年） - 運動場の拡張と整備を伴う工事が完成する[5]。
- 2005年（平成17年） - 新校舎が完成する[5]。

## 施設

### 敷地
- 所在地：茨城県ひたちなか市稲田76番地[2]

### 建物
敷地内にある建物は以下の通りである。
| 棟番号 | 棟名称     | 構造 | 階数 | 階数 | 延床面積 | 建築年 | 耐震情報 | 耐震情報 | 耐震情報         | 備考 |
| 棟番号 | 棟名称     | 構造 | 地上 | 地下 | 延床面積 | 建築年 | 基準     | Is値     | 改修             | 備考 |
| ------ | ---------- | ---- | ---- | ---- | -------- | ------ | -------- | -------- | ---------------- | ---- |
| 9      | 旧館1      | RC造 | 2    | 0    | 1,315m2  | 1967年 | 旧基準   | 不明     |                  |      |
| 13     | 旧館2      | RC造 | 3    | 0    | 1,589m2  | 1974年 | 旧基準   | 不明     |                  |      |
| 14     | 屋内運動場 | S造  | 2    | 0    | 980m2    | 1975年 | 旧基準   | 不明     | 2013年耐震改修済 |      |
| 23     | 新館       | RC造 | 3    | 0    | 3,877m2  | 2005年 | 新基準   | 不明     |                  |      |
| 17     | 給食室棟   | S造  | 1    | 0    | 64m2     | 2007年 | 新基準   | 不明     |                  |      |

## 学校規模
2023年（令和5年）5月1日現在の学校規模は以下の通りである。
| 児童数       | 718名  | 1年生  | 98名   |
| 児童数       | 718名  | 2年生  | 101名  |
| 児童数       | 718名  | 3年生  | 130名  |
| 児童数       | 718名  | 4年生  | 122名  |
| 児童数       | 718名  | 5年生  | 140名  |
| 児童数       | 718名  | 6年生  | 127名  |
| 学級数       | 27学級 | 27学級 | 27学級 |
| 通学区域人口 | 不明   | 不明   | 不明   |
| 通学区域面積 | 不明   | 不明   | 不明   |

## 通学区域
以下の町丁字とその範囲を通学区域として指定している。
- 佐和
- 稲田
- 高場の一部
- 高野の一部

## 通学区域内の主要施設
- 佐和駅
- 茨城県立佐和高等学校
- 茨城県立勝田特別支援学校
- 日立製作所東海工場

## 中学校区
- ひたちなか市立佐野中学校

## 隣接小学校区
通学区域が隣接する小学校は以下の通りである。
- ひたちなか市立高野小学校
- ひたちなか市立田彦小学校
- 那珂市立横堀小学校
- 東海村立舟石川小学校

## 著名な出身者
- 駒木根葵汰（俳優）[6][12]